# The Foggy Tales
The Foggy Tales – pierwszy album polskiego producenta muzycznego Pawła Kasperskiego sygnowany pseudonimem Hayfevah (P.A.F.F. presents Hayfevah). Wydawnictwo ukazało się 1 stycznia 2012 i było dostępne darmowo na profilu SoundCloud. 6 lat później album trafił na media strumieniowe za pośrednictwem wytwórni Pawła - Onionwave.

## Lista utworów
Opracowano na podstawie materiału źródłowego.
| 1. "Desolate" – 4:21 2. "Slice" – 2:50 3. "Delusion" – 4:00 4. "Emotional Meltdown" – 3:00 5. "Abyss of Bliss" - 3:42 6. "Breslau Ghostbus" - 3:23 7. "Interlude" - 2:51 8. "Ferocious Beauty" - 3:38 9. "Sorry" - 2:04 10. "No Worries" - 4:09 |